# Горбунов, Юрий Николаевич
Ю́рий Никола́евич Горбуно́в (укр. Юрій Миколайович Горбунов; род. 24 августа 1970, Новый Роздол, Львовская область, Украинская ССР, СССР) — украинский телеведущий и актёр. Заслуженный артист Украины (2015).

## Биография
Юрий Горбунов родился 24 августа 1970 года в городе Новый Роздол Львовской области. Вырос в Ивано-Франковске в семье воспитателя детского сада, которая играла на бандуре, и рабочего домостроительного комбината Николая Петровича Горбунова.
В 1986 году окончил Ивано-Франковскую школу № 17. Ещё в школе научился водить автомобиль, учился ездить на отцовском «Москвиче», научился также играть на баяне и гитаре.
В 1992 году окончил с красным дипломом Киевский театральный институт, 3 года проработал актёром в драмтеатре в Ивано-Франковске. В театре познакомился со своей женой Людмилой.
В 1997 года переехал в Киев и начал работать на телевидении. С 1997 по 1998 год работал режиссёром в клубе «Голливуд». В 1998 году на  Первом национальном телеканале вёл программу «Три точки». В 1998 по 1999 год вёл программу «Счастливый звонок».
Это был проект «Щасливий дзвінок» на УТ-1 — Маша Ефросинина, Оля Бурая и я — первое в истории независимого государства интерактивное шоу с розыгрышем призов. То есть, люди звонили в студию, отвечали на вопросы и мы разыгрывали стиральные машины, автомобили — целый год. Я уже не помню, какими были рейтинги, но это было как раз то время, когда меня начали узнавать на улице. Вообще, первая моя программа на телевидении называлась «Три крапки», тоже на УТ-1. Вика Малекторович, с которой мы учились в институте, вела там прямой эфир. Когда она заболела, эфир провел я, на что продюсер Андрей Слободян отреагировал: «А что ж это ты там в „Три крапки“ делаешь? Давай к нам на новую программу в прямом эфире». Я согласился… Перед эфиром режиссёр предлагал порепетировать, но я решил, что репетиция — это что-то зазорное, лучше выдать все уже в кадре. А когда включилась камера, у меня было четкое ощущение, что эти минуты я уже переживал — когда поступал в театральный институт: ощущение, когда ты что-то делаешь на площадке и как бы видишь себя со стороны. Так же было и на эфире — я как бы сам себя спрашивал: «Что ты здесь делаешь? Вали отсюда!» — Юрий Горбунов.
В 1999 году был ведущим программы «С пивом по жизни» на «Новом канале» (после него, в 2000 году ее вёл Анатолий Дяченко). В 2000 году был ведущим программы «Подъем», за которую вместе со своей партнершей Марией Ефросининой в 2002 году был удостоен премии «Телетриумф» в номинации «Лучшее телевизионное шоу». Также вел семейное шоу «Готов на всё», шоу «Один за всех», «Теперь ты в армии», «Улыбнитесь, вас снимают» и «Вопросы для чемпионов».
В июне 2006 года пришёл на телеканал 1+1, где вместе с Маричкой Падалко начал вести информационно-развлекательную утреннюю программу «Завтрак с 1+1». С тех пор является ведущим на телеканале 1+1.
Был бессменным ведущим всех сезонов рейтингового шоу «Танцы со звёздами» (за исключением 4 сезона, который выходил на СТБ), за которое в 2007 и 2008 годах вместе с Тиной Кароль получил ещё две премии «Телетриумф». Также был ведущим шоу «Смакуем», «Звезда + Звезда» и «Суперзвезда» на телеканале 1+1.
С сентября 2010 года был одним из ведущих экспериментального юмористического шоу «ГПУ» на телеканале 1+1. В декабре 2011 года — ведущий шоу «Красота по-украински». В 2012 году вел игровое шоу «Я люблю Украину». С февраля 2013 года был ведущим развлекательного «ПРОСТО шоу». Идеальным форматом для себя называл большое вечернее ток-юмор-лайт-шоу с живой музыкой, в котором затрагивались бы и политические темы, и развлекательные.
В ноябре 2011 высказался «за то, чтобы телевизионный эфир был украинским на 100 процентов».
В начале 2012 года Горбунов как ведущий (в паре с Татьяной Лазаревой) участвовал в записи подводок на сцене для передачи «Магия» на «1+1», ранее материал должен был выйти в России на канале «Россия-1», а шоу вместе с Лазаревой должен был вести Владимир Зеленский. Эфир пилотного выпуска украинской версии состоялся 9 июля 2012 года.
В 2012 году Юрий Горбунов был почётным послом Украины на Эстафете Олимпийского огня, став одним из восьми украинцев, удостоенных чести пронести олимпийский огонь в Лондоне.
Осенью 2013 года на телеканале 1+1 стартовало кулинарное шоу «Большой пекарский турнир», ведущим которого был Юрий Горбунов.
С 2015 по 2017 год был тренером в «Лиге Смеха» — юмористическом проекте студии «Квартал-95». Команда «Загорецкая Людмила Степановна» из Львова, тренером которой был Горбунов, стала чемпионом сезона 2017 года.
В 2018 году начал работу над первым дебютным проектом в качестве продюсера полнометражного фильма комедией «Безумная свадьба».
В 2020 году стал ведущим музыкального телешоу «Маскарад» на телеканале «1+1».

## Личная жизнь

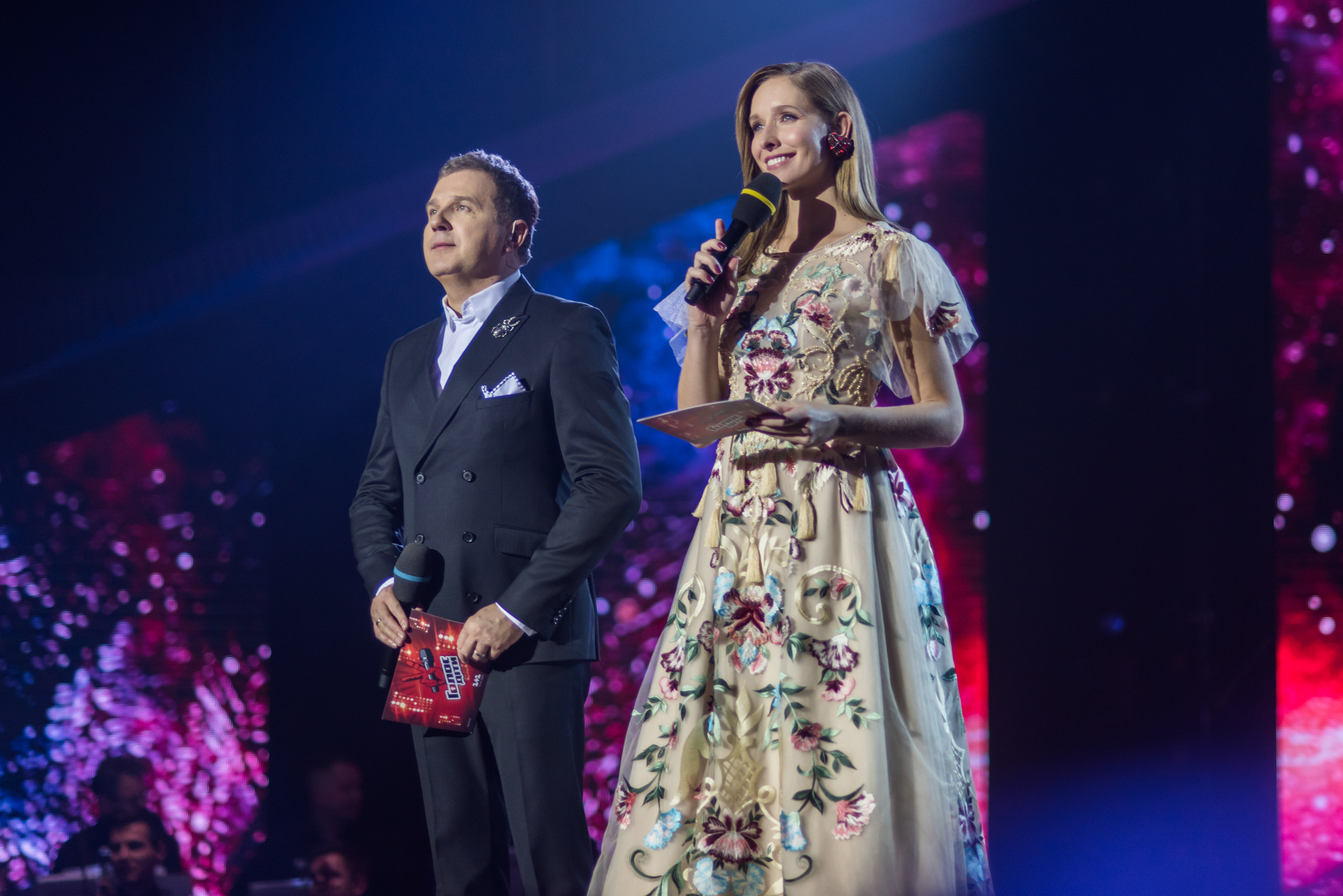
Финал Голос. Дети 4. Ведущие Юрий Горбунов и Екатерина Осадчая

Первая жена (1995—2015) — Людмила (род. 1958) — актриса балета. Общих детей у пары не было.
Вторая жена (с 2017) — Екатерина Осадчая — телеведущая. Первый сын Иван, родился 18 февраля 2017, второй сын Даниил родился 19 августа 2021.

## Фильмография
- 2001 — Вечера на хуторе близ Диканьки (Украина, Россия) — казак в массовке
- 2003 — Завтра будет завтра (Украина, Россия) — Николай, сельский милиционер
- 2003 — Небо в горошек
- 2006 — Волчица (Украина) — акушер-гинеколог
- 2006 — Кактус и Елена (Россия, Украина) — Маручок, майор милиции
- 2006 — Возвращение Мухтара 3 (Россия) — Игорь 45-я серия
- 2008 — Роман выходного дня (Украина) — сотрудник агентства ритуальных услуг
- 2009 — Веское основание для убийства (Украина) — эпизод
- 2009 — Доярка из Хацапетовки-2: Вызов судьбе (Россия, Украина) — эпизод
- 2009 — Её сердце (Украина) — Борис Семёнович, директор ателье
- 2010 — Только любовь
- 2011 — Пончик Люся (Россия, Украина) — адвокат
- 2014 — Муж на час — Гена, напарник
- 2015 — Последний москаль (Украина) — Иван Петрук/Дмитрий Петрук
- 2015 — Хозяйка — Виктор Владимирович Гнатюк, эколог, преподаватель Натальи Суворовой
- 2016 — Центральная больница (сериал) — Красовский-старший
- 2016 — Село на миллион — отец Любомир
- 2016 — Гражданин Никто — Глеб Олегович Тригорин, директор издательского агентства
- 2016 — Слуга народа 2 — камео
- 2016 — Мастер на все руки (сериал, Россия)
- 2018 — Сувенир из Одессы — Яша Цукер
- 2018 — Безумная свадьба — Назарий Запухляк, тамада
- 2019 — Великие Вуйки — Иван Петрук
- 2019 — Безумная свадьба 2[укр.] — Назарий Запухляк, тамада
- 2023 — Сумасшедшие соседи — Назарий Запухляк, тамада
- 2024 —  Поезд в 31 декабря — работник вагона-ресторана Петрович

### Продюсер
- 2018 — Скажене весілля[16]

## Награды
- Заслуженный артист Украины (2015)[17]
- Орден «За заслуги» III степени (2021)[18].
- Орден «За заслуги» II степени (2022)[19]

## Критика
20 июля 2023 года Игорь Кондратюк остро раскритиковал решение Правительства, которым выделено из госбюджета на комедийный сериал Юрия Горбунова «Смт Ингулец» 33 млн. грн., в то время, когда не отлажена даже сборочная линия по производству дронов для ВСУ. Кондратюк призвал Горбунова отказаться от этих средств в пользу ВСУ.